# چاگلای بویوکاکچای
چاگلای بویوکاکچای (انگلیسی: Çağla Büyükakçay؛ زادهٔ ۲۸ سپتامبر ۱۹۸۹) یک تنیس‌باز اهل ترکیه است.